# Mikho Mossulishvili
Mikho Mossulishvili (em alfabeto georgiano: მიხო მოსულიშვილი, mix¹ɔ mɔʼsuliʃvili; Tbilisi, 10 de Dezembro de 1962) é um escritor georgiano.

## Biografia
Mikho Mossulishvili nasceu no dia 10 de dezembro de 1962 em Arashenda, na província de Kajetia. O seu ele estudava da Universidade Estadual de Tbilisi na faculdade da geologia e cobria o dramaturgo de filmes. Então, ele foi empregado como geólogo e como jornalista.
Mikho Mossulishvili foi publicado por várias romances, contos e travessura de cenas na língua georgiana e ele traduzia  de romances Boris Akunin. A sua travessura de cenas eles foram mencionados na Geórgia em teatros e para a televisão. Alguns dos seus trabalhos foram traduzidos para ingleses, alemães, armênios e russo.
Os seus trabalhos principais são a novela picaresca O vôo sem barril.

## Obras literárias

### Romances
- O cavaleiro sempre[2] (1999)
- O vôo sem um barril[3] (2001), ISBN 99928–914–2–4
- Bendela, 2003, ISBN 99928-39-69-4
- Vazha-Pshavela[4] (biografia), Pegasi, 2011, ISBN 978–9941-9179-6-7

### Contos
- Ícones de dia da lua[5] (1990)
- Espaço no vertical[6] (1997)
- Cisnes abaixo de neve (2004), ISBN 99940–29–30–4

### Peças de teatro
- Quase Picasso e em alguns Bosch, no lado certo (livro de sete jogos ridículos, o autor de uma caricatura "Mikho Mossulishvili com um tubo"[7] em uma capa de livro é Zaal Sulakauri[8]), 2010, ISBN 978–99940-60-87-0

### Livros traduzidos
- Boris Akunin — A Rainha de Inverno, 2004, ISBN 99940-74–8-X
- Boris Akunin — O gambito turco, 2006, ISBN 99940–42–07-6
- Boris Akunin — Assassinato no Leviatã, 2006, ISBN 9994–53–21–3
- Caio Suetónio Tranquilo - Vidas dos Doze Césares, 2011, ISBN 978–9941-9206-1-5

### Roteiros
- Comemore mim, David... (David IV, Aghmachenebeli), (2010), O roteiro do filme documental do diretor Géorge Ovashvili

## Honras e Prêmios
- 1998 — la Medalla de "Honra".[9]
- 2005 — O segundo precio del concurso literario internacional de Moscovo "Bekar"[10] (trabajos literarios sobre la música) em la categoría "Jazz e Rocha" parágrafo de cuento Región apartada[11] (traducción rusa de Maja Biriukova)
- 2006 — Um precio del concurso literario (Atenas)
- 2007 — Khertvisi (prêmio literário)[12] para história curta na noite passada sobre a Batalha de Didgori
- 2011 — Gala (prêmio literário) para livro biográfico Vazha-Pshavela[13]

## Literatura
- Maia Jaliashvili, Los artículos literarios (em georgiano), Tbilisi, edição Tkarostvali, 2006 - ISBN 99940-899-0-0
- Solomon Volozhin, Abajo el ideal de demonología! (em russo), 2006